# Оррего Салас, Хуан
Хуа́н Анто́нио Орре́го Са́лас (исп. Juan Antonio Orrego Salas; 18 января 1919, Сантьяго, Чили — 24 ноября 2019) — чилийский композитор.

## Биография
Окончил архитектурный факультет Католического университета Чили, но в 1943 году оставил успешную карьеру ради страсти к музыке, которую изучал в Чилийской консерватории у Альберто Спикина (фортепиано), Педро Умберто Альенде (гармония и композиция) и Доминго Санта-Крус Вильсона (композиция). А затем продолжил обучение в США у Рендалла Томпсона и Аарона Копленда. С 1957 года преподавал в своей альма-матер, а с 1961 года в США, в Индианском университете в Блумингтоне.

## Сочинения
- опера-оратория «Алтарь бедного короля» / El Retablo del Rey Pobre (1952)
- балет «На пороге сна» / Umbral de Sueño (1951, Сантьяго)
- балет «Уличный гимнаст» / El Saltimbanqui (1960, Сантьяго)
- 4 симфонии (1949—1966)
- Концертная серенада для оркестра
- вокальный цикл на стихи Габриелы Мистраль

## Награды
- 1988 — премия Габриелы Мистраль
- 1971 — почётный доктор Католического университета Чили